# Joanna Vikström Eklöv
Joanna Vikström Eklöv, född 1982, är en finländsk lärare och illustratör.
Joanna Vikström Eklöv började studera vid Åbo Akademi 2004. Hon har en magisterexamen i pedagogik och en grundexamen i mediakultur med inriktning på bildkonst. Hon arbetar som klasslärare och illustratör. 
Hon fick 2017 –  tillsammans med textförfattaren Malin Klingenberg – Runeberg Junior-priset för Den fantastiske Alfredo.